# Little Things (canção de One Direction)
"Little Things" é uma canção gravada pela banda britânica-irlandesa One Direction em 2012. Foi enviada às principais estações e rádio do mundo e divulgada em lojas digitais como o segundo single do segundo álbum de estúdio do grupo, Take Me Home (2012), a 3 de Dezembro de 2012. A obra é um fruto do trabalho colaborativo entre o cantor inglês Ed Sheeran e a compositora inglesa Fiona Beva, que atraiu a atenção de Sheeran enquanto este estava em uma sessão de estúdio com os One Direction em meados de 2012, o que fez com que a banda acabasse por gravá-la como uma canção sua. Produzida e arranjada pelo britânico Jake Gosling, musicalmente, a faixa é uma balada do género pop que incorpora elementos de música folk cuja letra defende que as imperfeições são o que fazem com que uma pessoa seja única.
Em geral, "Little Things" foi recebida pela crítica especialista em música contemporânea com opiniões variadas, com muitos resenhistas achando que o produto final não se encaixava com a banda e outros elogiando o grupo por ter optado por um conteúdo mais amadurecido. Comercialmente, o single tornou-se no segundo dos One Direction a alcançar o primeiro posto no Reino Unido, após "What Makes You Beautiful" (2011), e ainda recebeu o certificado de disco de ouro pela British Phonographic Industry (BPI). Além disso, conseguiu posicionar-se dentro das dez melhores posições na Austrália, Irlanda e Nova Zelândia, e também dentro das quarenta melhores colocações na região belga de Valónia, Canadá, Suíça e Estados Unidos, onde recebeu o certificado de disco de platina pela Recording Industry Association of America (RIAA).
De modo a divulgar o single, foi lançado um vídeo musical a 2 de Novembro de 2012 filmado inteiramente em preto-e-branco. Dirigido por Vaughan Arnell, o teledisco adopta um conceito simples que baseia-se em a banda a gravar a canção no Sticky Studios, em Windlesham, Surrey. Tal conceito foi bastante elogiado pelos críticos, que notaram que foi um acompanhamento perfeito para o sentimento que a canção transmite. A banda continuou a divulgação de "Little Things" através de apresentações ao vivo nas versões norte-americana e britânica do programa de televisão The X Factor em Novembro de 2012. Ademais, a canção foi inclusa no repertório das digressões Take Me Home Tour (2013), Where We Are Tour (2014) e On the Road Again Tour (2015).

## Antecedentes e lançamento
"Little Things" é fruto de um trabalho colaborativo entre os cantores e compositores ingleses Ed Sheeran e Fiona Bevan, que recorreram ao produtor musical também inglês Jake Gosling para que ficasse a cargo da produção e arranjos. Em Fevereiro de 2012, os One Direction expressaram um interesse em trabalhar com Sheeran para o seu segundo trabalho de estúdio. Em Junho seguinte, o cantor negou as alegações de que a banda iria gravar duas canções compostas por si. Em Outubro de 2012, Sheeran revelou que co-escrevera a faixa com Bevan em uma entrevista para a rádio britânica Capital FM: "A coisa óptima sobre isto é que eu escrevi uma canção com uma moça chamada Fiona Bevan quando eu tinha 17 anos [de idade] e perdemos a canção. Eu me mantive em contacto com Fiona. Fizemos alguns trabalhos juntos e há cerca de dois meses ela enviou-me a canção e ficou do tipo: 'Oh, tu lembras-te disto?' Eu fiquei do tipo: 'Yeah, eu lembro-me disto', e eu estava no estúdio com os rapazes do One Direction naquele momento e eu toquei a canção para eles e ficaram do tipo: 'Nós realmente gostámos disto'. [A canção] tem um dos meus versos favoritos que alguma vez escrevi para uma canção."
A 15 de outubro de 2012, Louis Tomlinson, integrante da banda, confirmou através do Twitter que "Little Things" seria divulgada como o segundo single do segundo álbum de estúdio do grupo, Take Me Home. "Little Things" foi enviada às principais estações contemporary hit radio a partir de 3 de Dezembro de 2012.

## Estrutura musical e conteúdo
"Little Things" é uma balada pop e folk com ritmo moderado e duração total de 3 minutos e 39 segundos (3:39). Composta na tonalidade de Sol maior, a sua batida é definida no compasso de tempo comum com uma dança que se desenvolve no metrónomo de 110 batimentos por minuto. O alcance vocal dos artistas da banda vai desde a nota baixa de Lá3 até à nota alta de Ré5. A instrumentação da obra inclui cordas de guitarras, piano e vocais de apoio. A canção usa um riff de guitarra acústica e uma rotação de vocais principais. As suas letras revolvem em torno da insistência de que as imperfeições são o que fazem uma pessoa ser única. Em Setembro de 2012, em uma entrevista com a MTV News, Sheeran brincou que a canção "é sobre as melhores coisas sobre alguém, do tipo as coisas que não se iriam esperar." Ele descreveu "Little Things" como uma "canção de agradecimento, concluindo: "o Ed de 17 anos de idade acabou de escrever um monte de canções de amor".

## Videoclipe
O videoclipe de Little Things foi filmado inteiramente em preto e branco e dirigido pelo diretor musical e publicitário britânico Vaughan Arnell, que previamente dirigira o videoclipe para o single anterior da banda, Live While We're Young. O vídeo é simples, consistindo apenas de uma sessão de gravação da banda.
Após a publicação, #LittleThingsOnVEVO se tornou o primeiro Twitter#Trending Topics o Twitter. A banda teve um aumento de 138% de reproduções na VEVO e de 159% em reações no Facebook nos Estados Unidos Como resultado do vídeo, a banda chegou ao primeiro lugar na Social 50 pela primeira vez em sua 52ᵃ semana na lista.

## Apresentações ao vivo
A banda interpretou "Little Things", juntamente com "Live While We're Young", ao vivo a 8 de Novembro de 2012 na versão norte-americana do programa de televisão The X Factor, e três dias depois na versão original britânica do programa. A 13 de Novembro, cantaram a canção juntamente com "What Makes You Beautiful", "Live While We're Young" e "Kiss You" ao vivo no programa de televisão The Today Show no Rockefeller Center para uma multidão de aproximadamente 15 mil pessoas. A 21 de Outubro, a banda interpretara "Little Things" e "Live While We're Young" em um episódio da série de televisão britânica Surprise, Surprise, cuja data de transmissão foi 18 de Novembro. No dia seguinte, voltaram a cantar ambas obras na cerimónia Royal Variety Performance de 2012, na presença da Rainha Elizabeth II, e na versão australiana do The X Factor a 20 de Novembro. "Little Things" foi inclusa no repertório de um concerto do grupo que decorreu no Madison Square Garden, Nova Iorque, a 3 de Dezembro. Além disso, o single foi adicionada à lista das canções a serem cantadas em três digressões dos One Direction: Take Me Home Tour (2013), Where We Are Tour (2014) e On the Road Again Tour (2015).

## Créditos e pessoal
- Gravada nos Sticky Studios, Windlesham, Surrey, Inglaterra
- Bevan, Fiona — composição
- Culm, Tommy — vocais de apoio
- Gosling, Jake — produção e arranjos, instrumentação
- Horan, Niall — vocais principais
- Leonard, Chris — guitarra
- Malik, Zayn — vocais principais
- Payne, Liam — vocais principais
- Sheeran, Edward — composição, instrumentação
- Styles, Harry — vocais principais
- Tomlinson, Louis — vocais principais

## Desempenho nas tabelas musicais
| País — Tabela musical (2012)                                   | Posição de pico |
| -------------------------------------------------------------- | --------------- |
| Alemanha — Gfk Entertainment                                   | 8               |
| Austrália — ARIA Charts                                        | 1               |
| Austrália — Hot Digital Songs (Billboard)                      | 6               |
| Áustria — Ö3 Austria Top 40                                    | 1               |
| Bélgica (Flandres) — Ultratop 50                               | 2               |
| Bélgica (Flandres) — Ultratop 50 Airplay                       | 1               |
| Bélgica (Valónia) — Ultratop 40                                | 5               |
| Brasil — Billboard Brasil Hot 100                              | 3               |
| Brasil — Hot Pop Songs                                         | 17              |
| Canadá — Canadian Hot 100                                      | 20              |
| Canadá — Hot Digital Singles (Billboard)                       | 9               |
| Coreia do Sul — Gaon International Singles Chart               | 7               |
| Dinamarca — Tracklisten                                        | 1               |
| Escócia — Scottish Singles CHart (The Official Charts Company) | 1               |
| Eslovénia — Rádio Top 100                                      | 3               |
| Estados Unidos — Billboard Hot 100                             | 33              |
| Estados Unidos — Hot Digital Songs (Billboard)                 | 1               |
| Estados Unidos — Mainstream Top 40 (Billboard)                 | 18              |
| França — Syndicat National de l'Édition Phonographique         | 9               |
| Irlanda — Irish Recorded Music Association                     | 1               |
| Irlanda — Hot Digital Songs (Billboard)                        | 2               |
| Israel — Media Forest Singles Chart                            | 5               |
| México — Mexico Airplay Chart (Billboard)                      | 1               |
| Nova Zelândia — Recorded Music New Zealand                     | 1               |
| Nova Zelândia — Hot Digital Songs (Billboard)                  | 1               |
| Reino Unido — UK Singles Chart (The Official Charts Company)   | 1               |
| Suécia — Sverigetopplistan                                     | 1               |
| Suíça — Schweizer Hitparade                                    | 1               |
| União Europeia — Hot Digital Tracks (Billboard)                | 2               |
| União Europeia — Hot Digital Songs (Billboard)                 | 2               |